# Зарожне
Заро́жне — село в Україні, у Чугуївському районі Харківської області. Входить до складу Чугуївської міської громади. Населення становить 720 осіб.

## Географія
Село Зарожне знаходиться на правому березі річки Тетлега, нижче за течією на відстані 6 км в місці впадання річки Тетлега в річку Сіверський Донець розташоване селище Кочеток, на протилежному березі - село Тетлега.

## Історія
Село засновне в 1647 році.
За даними на 1864 рік у казенному селі, центрі Зароженської волості Зміївського повіту, мешкало 2236 осіб (1113 чоловічої статі та 1123 — жіночої), налічувалось 297  дворових господарств, існували православна церква та цегельний завод.
Станом на 1914 рік кількість мешканців зросла до 5 565 осіб.
До 2020 року орган місцевого самоврядування — Зарожненська сільська рада Чугуївського району Харківської області.

## Економіка
- ПСП «Зарожнянське».
- ТОВ АФ «Зарожне».

## Об'єкти соціальної сфери
- Школа.
- Дитячий садок.
- Фельдшерсько-акушерський пункт.

## Відомі люди
- Мухін Єфрем Йосипович (28.01 (08.02) 1766 — 31.01 (12.02) 1850) — один із засновників вітчизняної медицини, засновник вітчизняної науки «De Kontrolodia», засновник вітчизняної науки медицини невідкладних станів та реанімації, засновник вітчизняної травматології, засновник вітчизняної військово-польової хірургії, засновник вітчизняної хірургії, вчитель та меценат М. І. Пирогова, хірург, анатом, фізіолог, гігієніст, доктор медичних наук, заслужений професор Імператорського Московського університету, дійсний статський радник.
- Музикін Василь Пилипович (08.04.1918 — 28.05.1980) — офіцер, учасник радянсько-фінської та Другої світової воєн, за особисту мужність та відвагу удостоєний звання Герой Радянського Союзу з врученням ордена Леніна та медалі Золота зірка (21.03.1940), також нагороджений орденом Червоного Прапора, орденом Вітчизняної війни І ст., двома орденами Червоної Зірки. Після виходу у відставку в чині полковника жив у Чугуєві.
- Сиром'ятникова Зинаїда Василівна (1917—1992) — партизанка-розвідниця у роки Другої Світової війни на території Харківської, Дніпропетровської і Київської областей. Почесний громадянин міста Чугуєва.